# Nils Kagg den yngre
för kammarherren Nils Kagg (1547-1602), se Nils Kagg den äldre, för regementschefen Nils Kagg (1598-1653), se Nils Kagg
Nils Kagg, född 1 juli 1624 i Svanseryd, Torestorps socken, död 23 oktober 1673, var en svensk militär.
Han var son till översten Matts Kagg (1590-1629) och Märta Ulf af Horsnäs (född 1598) som var dotter till majoren Johan Christerson (Ulf af Horsnäs). Han var från 1650 gift med Christina von Scheiding (död 1656) som var dotter till överstelöjtnanten Volmar Didrik von Scheiding (1587-1639) och gift andra gången från 1665 med Ingeborg Mörner (1642-1672) som var dotter till landshövdingen Stellan Otto von Mörner (1576-1645). Kagg blev far till tre barn.
Kagg blev student vid Uppsala universitet 1639 och fänrik vid livgardet 1647 han blev   reformerad löjtnant samma år. Han var fänrik vid Västgötadals regemente 1649–1651 och överstelöjtnant vid Jönköpings regemente 1655–1659. Kagg utnämndes till kommendant över Hälsingborg 1658. 